# 宝永 (福井市)
宝永（ほうえい）は、福井県福井市の町名。現行行政地名は宝永一丁目から宝永四丁目。全域で住居表示を実施している。郵便番号は910-0004。

## 地理
福井市の中央部、足羽川の中流域に位置し、不死鳥ブロックに属している。町域の北方には松本、南方には大手、東方にはハピラインふくい線を跨いで志比口、日之出、西方には春山、北西方には田原、南西方には順化がそれぞれ接している。
町域の中央部を福井県道128号福井停車場米松線が東西に通り、松本交差点で東方に進路を変え町域の北端を東西に通る。また、西端部には福井県道30号福井丸岡線(フェニックス通り)が南北に通り、南端部には福井県道114号吉野福井線が東西に通っている。
中央部には国の名勝に指定されている旧福井藩主の松平家の別邸の養浩館庭園が所在しており、隣接して福井市立郷土歴史博物館がある。また、西端部の宝永四丁目には仁愛女子高等学校が所在している。

## 世帯数と人口
2024年（令和6年）6月1日現在の世帯数と人口は以下の通りである。
| 丁目       | 世帯数    | 人口    |
| ---------- | --------- | ------- |
| 宝永一丁目 | 432世帯   | 987人   |
| 宝永二丁目 | 188世帯   | 426人   |
| 宝永三丁目 | 397世帯   | 804人   |
| 宝永四丁目 | 241世帯   | 506人   |
| 計         | 1,258世帯 | 2,723人 |

## 小・中学校の学区
市立小・中学校に通う場合、学区は以下の通りとなる。
| 丁目       | 番・番地等 | 小学校           | 中学校           |
| ---------- | --- | ---------------- | ---------------- |
| 宝永一丁目 | 全域 | 福井市宝永小学校 | 福井市進明中学校 |
| 宝永二丁目 | 全域 | 福井市宝永小学校 | 福井市進明中学校 |
| 宝永三丁目 | 1番、2番12～22号 3番26～35号、7番1～8号・17～31号 8～14番、17番1～8号・14～23号 18～24番、25番1～11号・14～24号 26番1～7号・19～23号、27番4～7号 28番1～7号・18～25号、29～33番 34番1～5号・12～27号、35番15～30号 | 福井市宝永小学校 | 福井市進明中学校 |
| 宝永三丁目 | 2番1～11号・23〜24号、3番1～25号 4～6番、7番9～16号 15〜16番、17番9～13号 25番12・13号、26番8～18号・24～27号 27番1～3号・8～30号、28番8～17号 34番6～11号、35番1～14号                                            | 福井市宝永小学校 | 福井市明道中学校 |
| 宝永四丁目 | 1～21番、22番1～5号・19号 | 福井市宝永小学校 | 福井市明道中学校 |
| 宝永四丁目 | 22番6～18号・20号 | 福井市宝永小学校 | 福井市進明中学校 |

## 交通

### 道路
県道
- 福井県道30号福井丸岡線
- 福井県道114号吉野福井線
- 福井県道128号福井停車場米松線

## 施設

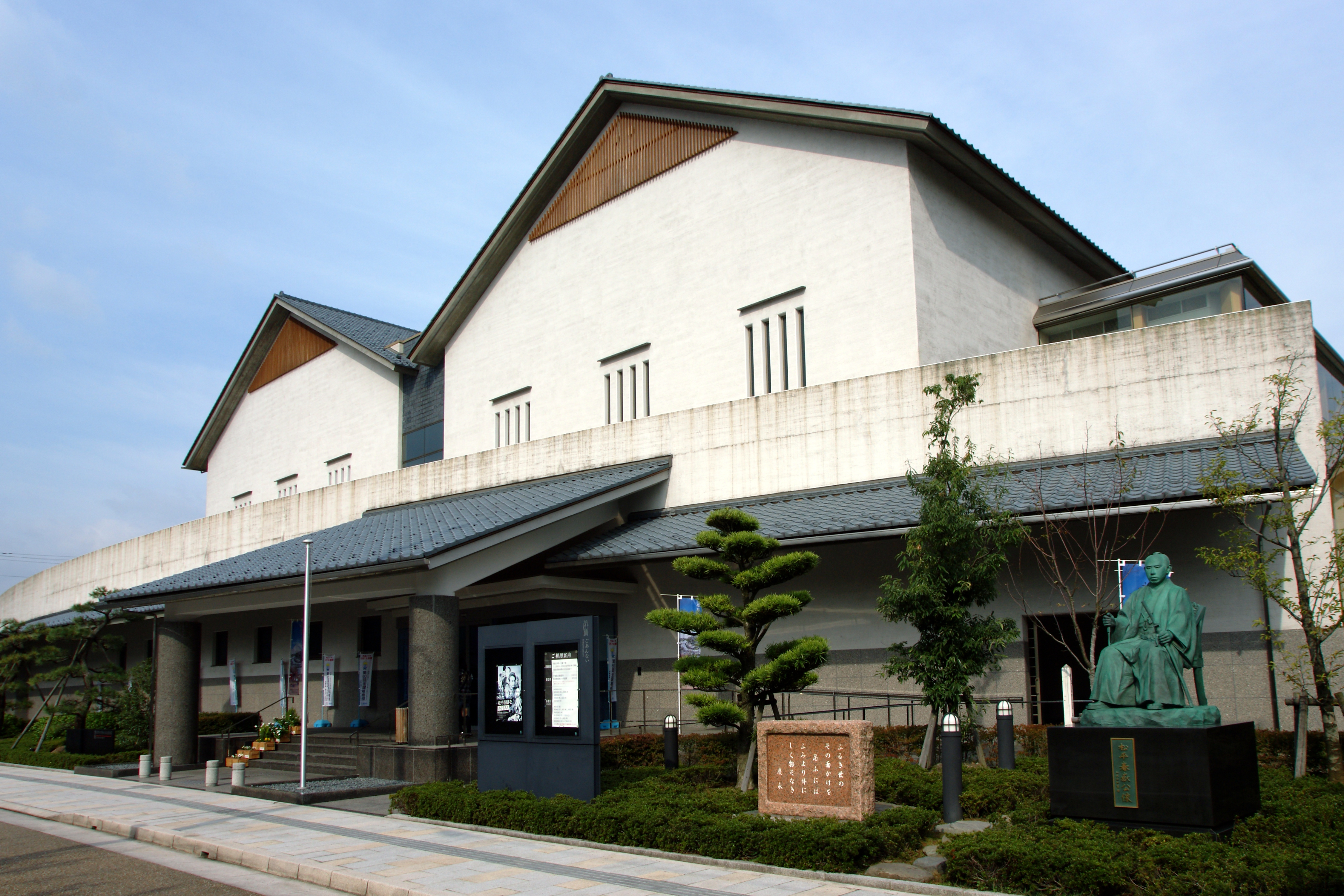
福井市立郷土歴史博物館

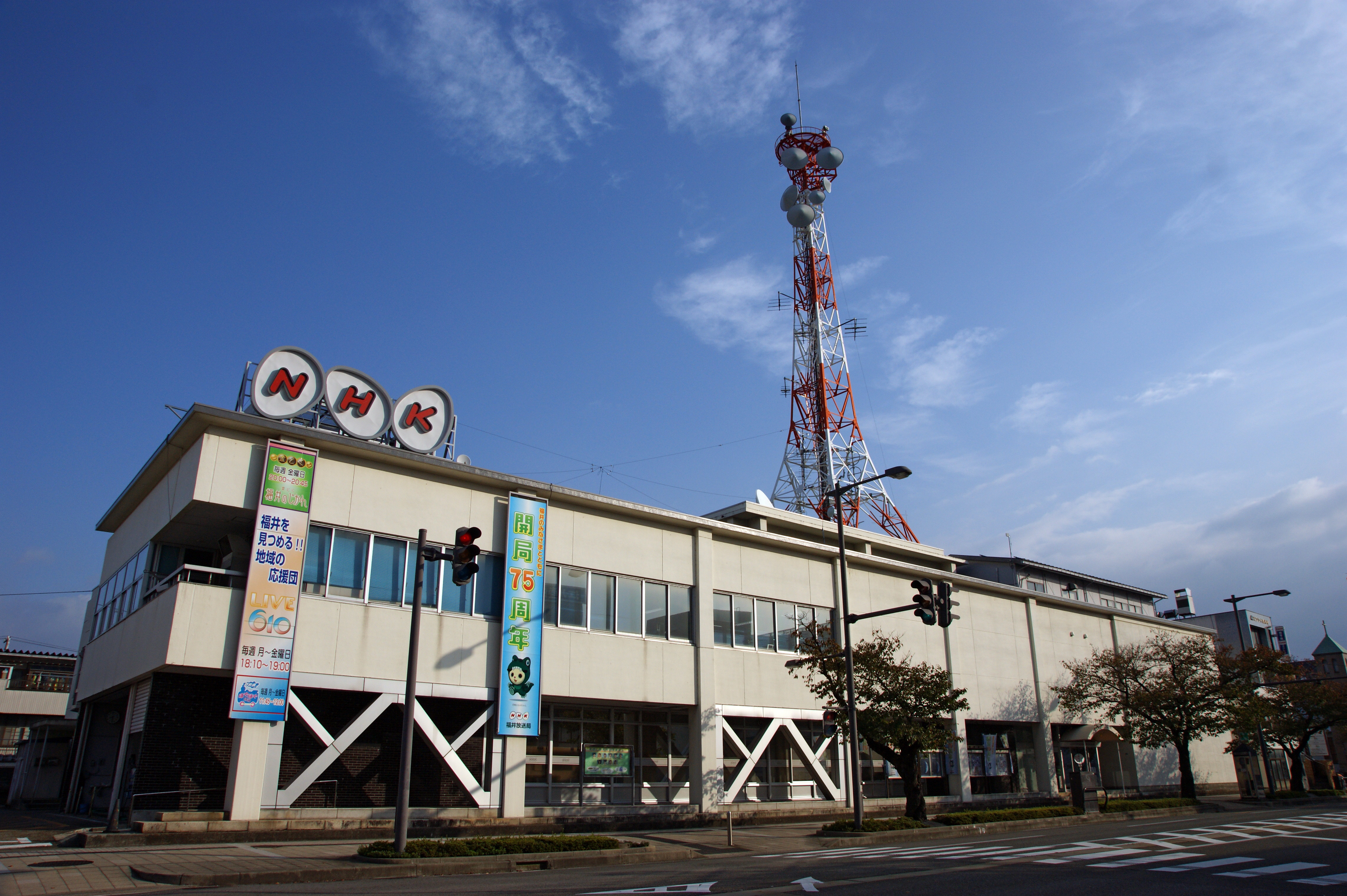
NHK福井放送局

公共
- 福井市立郷土歴史博物館
- NHK福井放送局
- 福井県国際交流会館

史跡
- 養浩館庭園

教育
- 仁愛女子高等学校
- 聖三一幼稚園

郵便局
- 福井宝永郵便局